# Тонара ди Бонађа (Трапани)
Тонара ди Бонађа је насеље у Италији у округу Трапани, региону Сицилија.
Према процени из 2011. у насељу је живело 1004 становника. Насеље се налази на надморској висини од 17 м.